# Devin Ebanks
Devin Ebanks (28 de outubro de 1989 em Queens, Nova Iorque) é um jogador profissional de basquetebol norte-americano que atualmente joga pelo Mens Sana Basket da Serie A2 da Itália. Ele jogou duas temporadas como pivô no West Virginia University.